# Ravinflugsnappare
Ravinflugsnappare (Cyornis rubeculoides) är en fågel i familjen flugsnappare inom ordningen tättingar. Den häckar i södra Asien, från Indien till Thailand. IUCN kategoriserar den som livskraftig. Kinesisk flugsnappare behandlades tidigare som en del av ravinflugsnappare, men urskiljs numera som egen art.

## Utseende och läte
Ravinflugsnappare är en medelstor (14–15 cm) flugsnappare med bred näbb. Hanen har blå ovansida och strupe, orangefärgat bröst som är väl avgränsat mot den vita buken, medan honan har ljus strupe och är brungrå ovan. Hanen är ljusare blå på hjässan, mest framme i pannan, vilket kan se nästan vitt ut i starkt ljus och kontrasterar mot det mörka parti den har kring ögonen och precis ovanför näbben.
Den är mycket lik kinesisk flugsnappare och fram tills nyligen behandlad som underart, men den hanen har brunaktig anstrykning på flankerna, orange kil i mitten av den blå strupen och honan har blekare beigevit strupe snarare än blekt roströd, varmare brun ovansida och blekt orange ögonring.

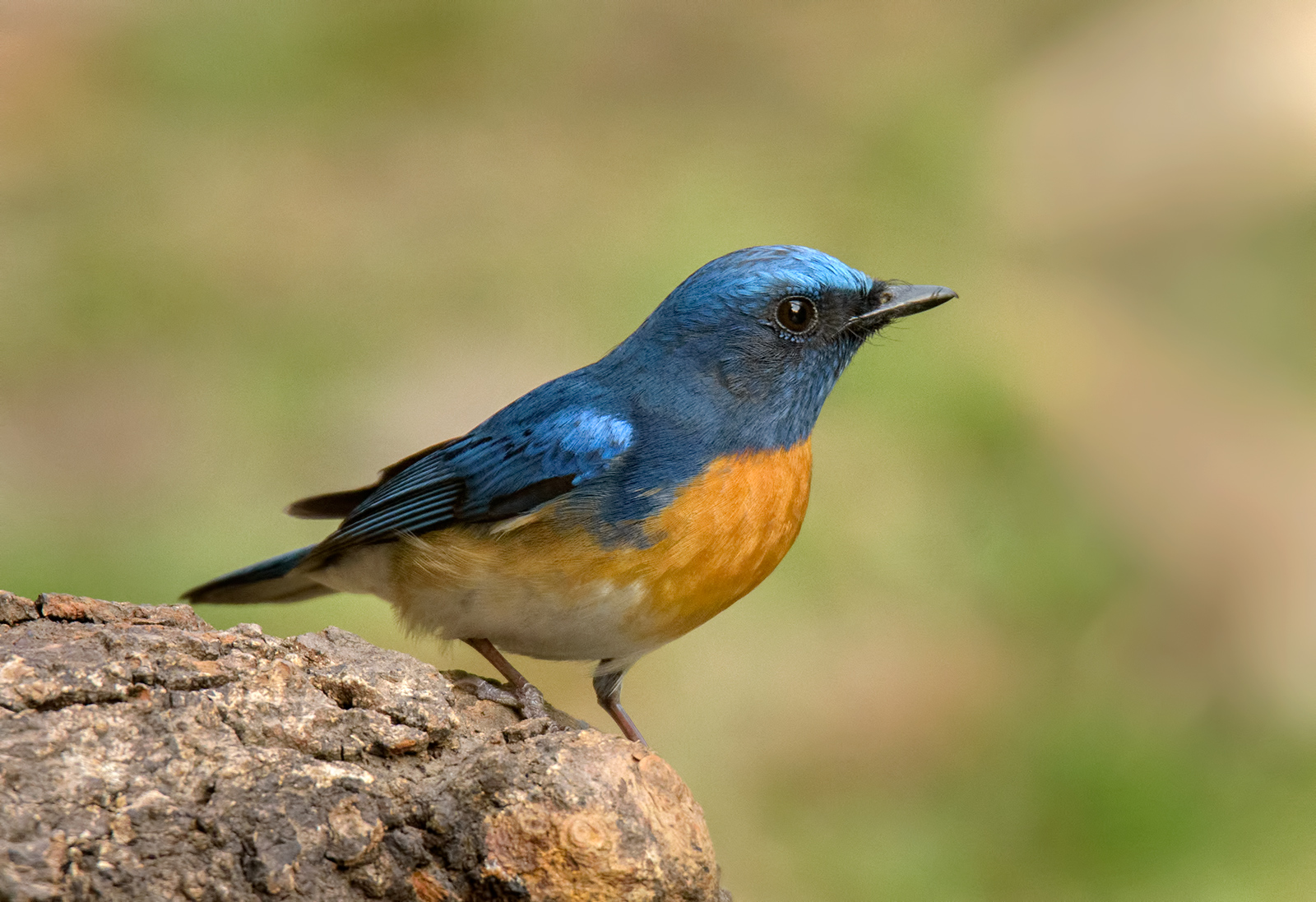

Juvenil hane är brunvattrad med blåa ving- och stjärtpennor, och kan i denna dräkt vara svår att särskilja från flera andra arter inom Cyornis, men även Ficedula.
Ravinflugsnapparens sång är en kort ljuv drill, med något metallisk ton, där första halvan är fallande och andra stigande. Sången påminner om indisk flugsnappare, vars häckningsområde angränsar i Indien, men den senare är snabbare och har högre frekvens.

## Utbredning och systematik
Ravinflugsnappare delas vanligtvis in i tre underarter med följande utbredning:
- Cyornis rubeculoides rubeculoides – häckar från Kashmir till norra Indien och norra Myanmar. Vintertid uppträder den så långt söderut som till Sri Lanka.
- Cyornis rubeculoides dialilaemus – förekommer från östra Myanmar till norra och sydvästra Thailand
- Cyornis rubeculoides rogersi – förekommer i Myanmar, i Arakanbergen och området kring nedre Chindwinfloden.

Taxonet klossi ansågs tidigare utgöra en underart till ravinflugsnappare, men har förts över till koboltflugsnappare efter studier. Även kinesisk flugsnappare (C. glaucicomans) har behandlats som del av ravinflugsnapparen, men urskiljs numera vanligen som egen art.

## Status och hot
Arten har ett stort utbredningsområde och en stor population med stabil utveckling, och tros inte vara utsatt för något substantiellt hot. Utifrån dessa kriterier kategoriserar internationella naturvårdsunionen IUCN arten som livskraftig (LC).